# Автошлях E592
Європейський шлях Е 592 — європейська дорога B класу в Росії, що з'єднує міста Краснодар і Джубгу.

## Маршрут
- Росія
  - M 4: Краснодар (E115) - Джубга (E97)